# Артісія (Каліфорнія)
Артісія (англ. Artesia) — місто (англ. city) в США, в окрузі Лос-Анджелес штату Каліфорнія. Населення — 16 395 осіб (2020).
В Артісії розташований льодовий палац «East West Ice Palace», ковзанка якого знаходиться в спільній власності з Мішель Кван. З 1914 по 1931 роки тут проживала екс-перша леді США Пет Ніксон (хоча будинок, у якому вона росла, у цей момент є частиною Серрітоса).

## Географія

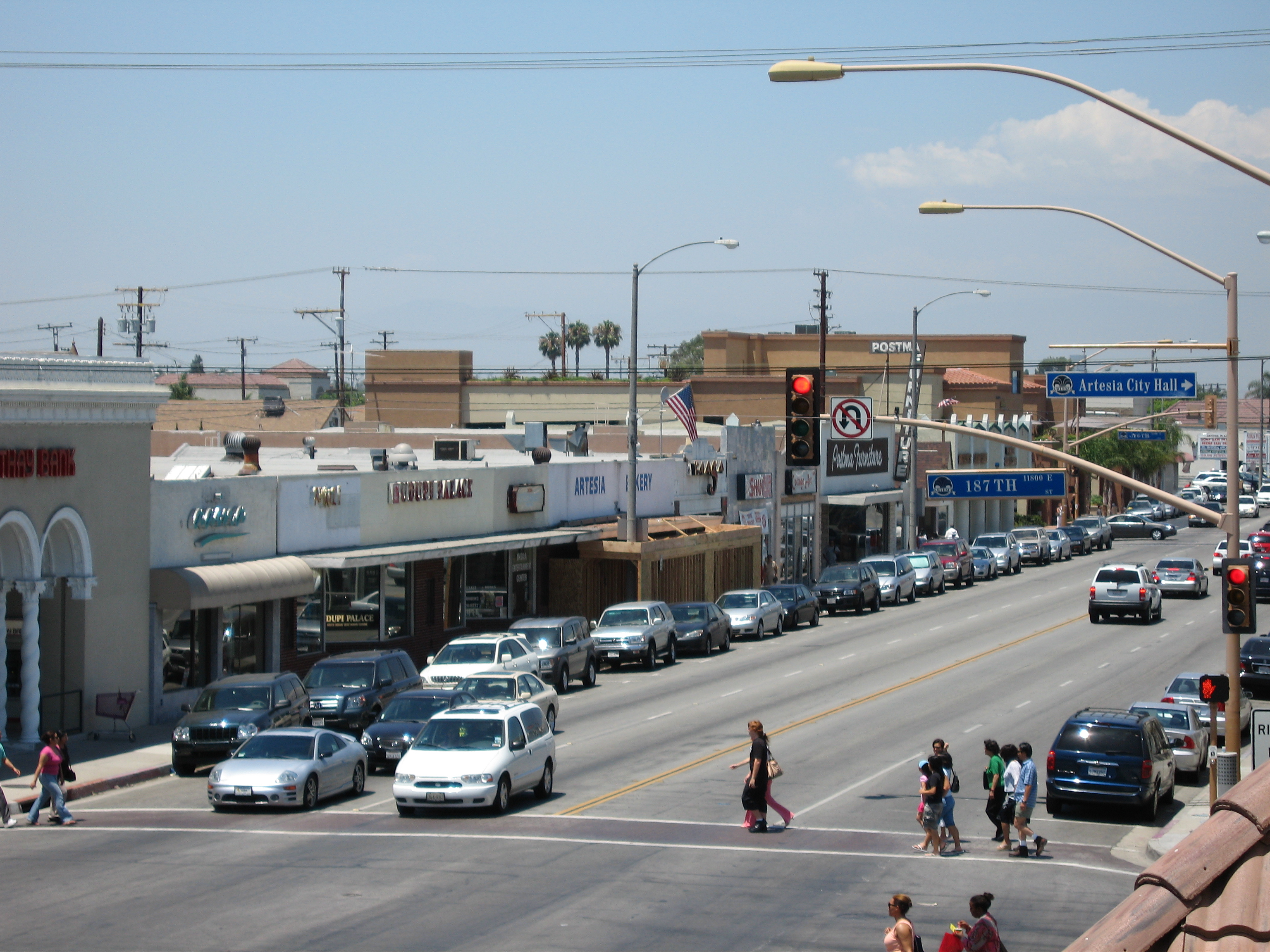
Місто Артісія, 2006 рік

Артісія розташована за координатами 33°52′3″ пн. ш. 118°4′50″ зх. д. / 33.86750° пн. ш. 118.08056° зх. д. (33.867593, -118.080635).  Артісія межує з Норуолком на півночі і з Серрітосом на заході, півдні та сході. За даними Бюро перепису населення США в 2010 році місто мало площу 4,20 км², уся площа — суходіл.

## Демографія
Згідно з переписом 2010 року, у місті мешкали 16 522 особи в 4535 домогосподарствах у складі 3677 родин. Густота населення становила 3936 осіб/км².  Було 4697 помешкань (1119/км²).
Расовий склад населення:
| - 39,0 % — білих - 37,1 % — азіатів - 3,6 % — чорних або афроамериканців - 0,6 % — корінних американців - 0,2 % — вихідців з тихоокеанських островів - 15,9 % — осіб інших рас |

До двох чи більше рас належало 3,6 %. Частка іспаномовних становила 35,8 % від усіх жителів.
За віковим діапазоном населення розподілялося таким чином: 22,5 % — особи молодші 18 років, 63,9 % — особи у віці 18—64 років, 13,6 % — особи у віці 65 років та старші. Медіана віку мешканця становила 38,2 року. На 100 осіб жіночої статі у місті припадало 98,4 чоловіків;  на 100 жінок у віці від 18 років та старших — 96,1 чоловіків також старших 18 років.
Середній дохід на одне домашнє господарство  становив 74 196 доларів США (медіана — 60 749), а середній дохід на одну сім'ю — 78 895 доларів (медіана — 62 517). Медіана доходів становила 42 050 доларів для чоловіків та 35 696 доларів для жінок. За межею бідності перебувало 12,4 % осіб, у тому числі 11,8 % дітей у віці до 18 років та 10,4 % осіб у віці 65 років та старших.
Цивільне працевлаштоване населення становило 7720 осіб. Основні галузі зайнятості: освіта, охорона здоров'я та соціальна допомога — 22,0 %, роздрібна торгівля — 16,6 %, виробництво — 12,9 %, науковці, спеціалісти, менеджери — 12,6 %.

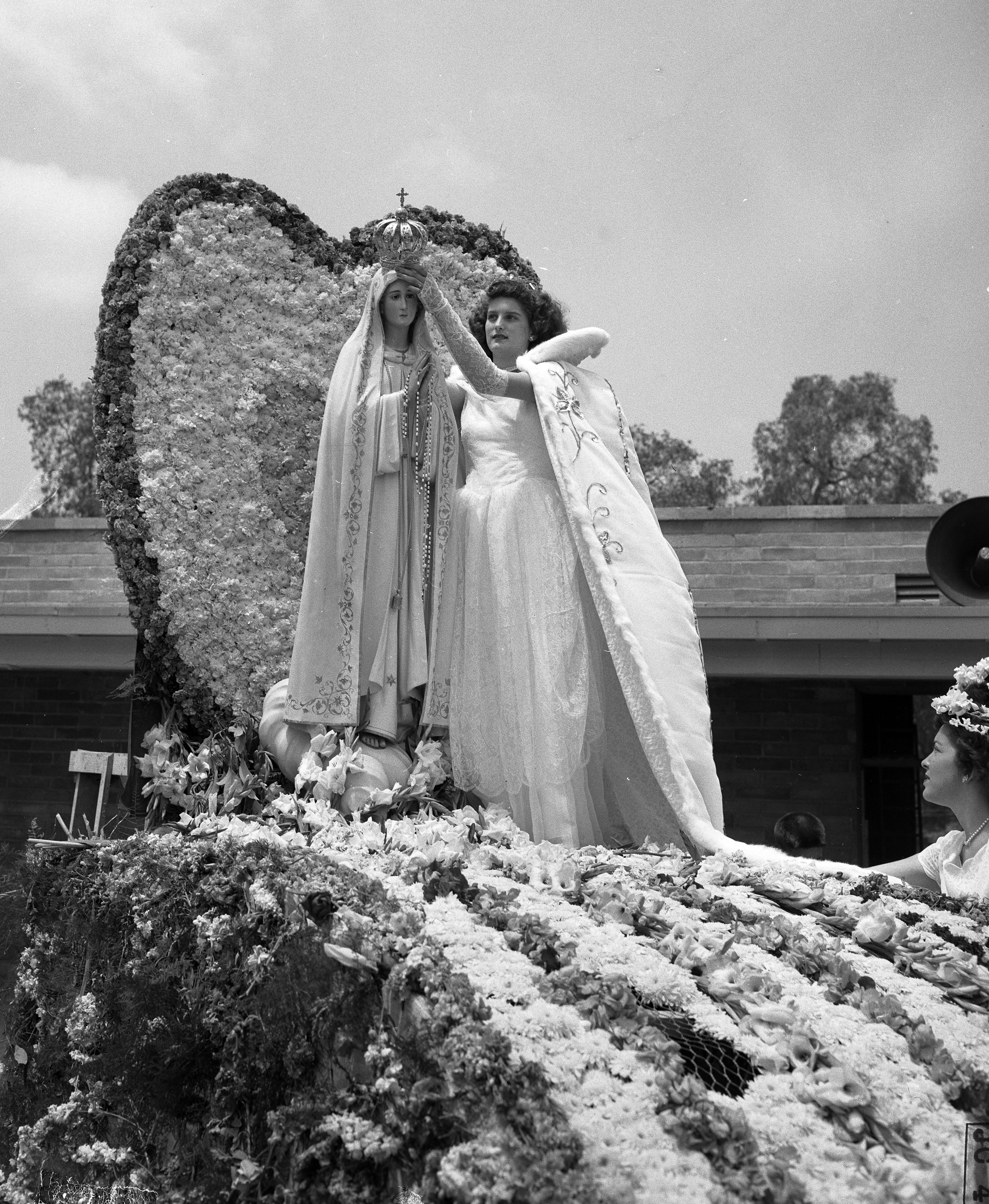
Традиційний португальський фестиваль в Артісії, 1948 рік

45,8% жителів міста не є уродженцями Сполучених Штатів, а 25,2% не є громадянами цієї країни.